# Мор, Карл Фридрих
Карл-Фридрих Мор (или Моор; нем. Karl-Friedrich Mohr; 1 ноября 1806, Кобленц — 28 сентября 1879, Бонн) — немецкий химик и фармацевт. Экстраординарный профессор фармации (1867).

## Биография

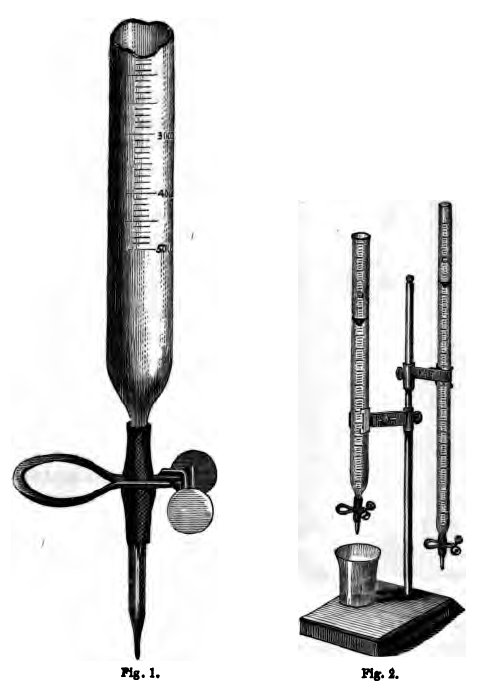
Бюретка Мора

Сын зажиточного аптекаря. Получил домашнее образование, много времени проводил, экспериментируя в лаборатории отца.
Изучал естествознание и фармацию в университетах Бонна, Гейдельберга и Берлина. Работал аптекарем в родном городе.
С 1867 года состоял профессором фармации в Бонне.

## Научная деятельность
Карл-Фридрих Мор — ведущий учёный-химик своего времени в Германии, изобретатель многих улучшений в аналитической методологии.
Известен ранними исследованиями в области закона сохранения энергии (статья о природе тепла, 1837).
Автор разработки инструментов и методов химического анализа, в частности, методов количественного анализа (Titrieranalyse), а также способов распознавания ядов.
Изобретатель. В своей «Pharmaceutische Technik» описал много новых приспособлений, вошедших в современную практику, в том числе, сконструировал весы, названные его именем (1847) для быстрого и точного определения удельного веса жидкостей. Изобрел улучшенную бюретку ('Бюретка Мора").
Ему же принадлежит изобретение в 1852 двойной сернокислой соли железа и аммония, которая называется ныне «Соль Мора» (FeSO4·(NH4)2SO4·6H2O) и применяется в медицине (добавляется в пищу, или в виде фармакопейного препарата, при нехватке в организме больного железа), для определения уробилина и в фармацевтике. Кроме того, предложил щавелевую кислоту, как исходное вещество для приготовления стандартных растворов.
В 1837 напечатал в «Baumgartens Zeitschr. f. Physik» статью «Ueber die Natur d. Wärme», в которой явно указал, раньше Майера, на то, что сила не может теряться, и высказал принцип единства физических сил. Статья эта не была принята и прошла незамеченной; только после перепечатки её в 1869 году в виде брошюры под заглавием «Allgemeine Theorie d. Bewegung u. Kraft» за ним признали право первенства в этом вопросе.
Ввёл понятие о нормальном растворе в современном понимании. В 1873 описал капельные реакции на фильтровальной бумаге и стеклянных пластинках. Разработал метод определения серебра (Метод Мора).
Автор трудов по аналитической химии. Важнейшие труды Мора:
- «Lehrbuch d. chem. analytischen Titriermethode» (1 изд., 1855; 7-е изд., перераб. Класеном, вышло в 1896, Брауншвейг),
- «Pharmacopœa universalis» (Гейдельберг, 2 т., начата Гейгером, 1845),
- «Lehrbuch d. pharmaceutischen Technik» (Брауншвейг, 3 изд., 1886),
- «Mechanische Theorie der chemischen Affinität» (с дополнением «Allgemeine Theorie d. Bewegung u. Kraft», то же, что «Ueber die Natur d. Wärme»),
- «Chemische Toxicologie» (ib., 1874),
- «D. Wein u. d. Weinbereitungskunde».

Автор «Учебника по химико-аналитическому методу тестирования» (т. 1—2, 1855—1856).